# Glaciar Skelton

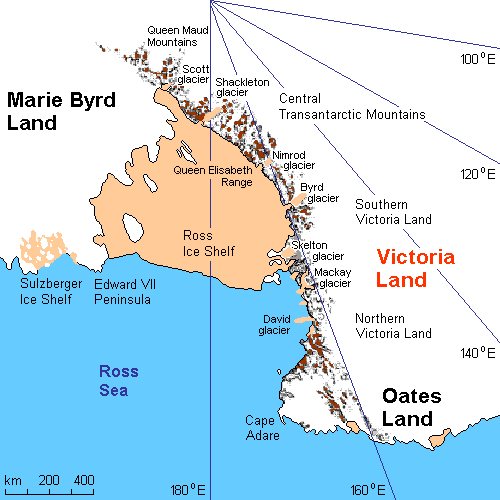
Mapa com a localização do Glaciar Skelton.

O glaciar Skelton é uma grande geleira localizada na região conhecida como Terra de Vitória que fica a leste do mar de Ross e a oeste pela Terra de Wilkes na Antártica.
O glaciar flui do planalto Antártico para a plataforma de gelo Ross na entrada de gelo que também recebeu o nome de Reginald William Skelton engenheiro-chefe da expedição do navio RRS Discovery na Expedição Antártica Nacional Britânica 1901-04.